# Grumman G-21 Goose
Grumman G-21 Goose je bilo dvomotorno propelersko amfibijsko letalo. Sprva je bil namenjen kot komercialno letalo, se je pa med 2. svetovno vojno uporabljal tudi kot vojaško letalo. Prvič je poletel leta 1937. Bil je prvi Grummanov enokrilnik in tudi njegovo prvo dvomotorno letalo. Poganjala sta ga dva zračnohlajena zvezdasta motorja, na nekateri verzijah dva šestvaljna protibatna motorja. 

## Specifikacije (JRF-5 Goose)
Splošne karakteristike
- Posadka: 1-3
- Število sedežev: 5-7 potnikov
- Dolžina: 38 ft 6 in (11,74 m)
- Razpon kril: 49 ft 0 in (14,94 m)
- Višina: 16 ft 2 in (4,93 m)
- Površina kril: 375 ft² (34,9 m²)
- Aeroprofil: Koren: NACA 23015, Konica krila: NACA 23009
- Teža praznega letala: 5425 lb (2466 kg)
- Naložena teža: 8000 lb (3636 kg)
- Uporaben tovor: 2575 lb (1170 kg)
- Maks. vzletna teža: 8000 lb (3636 kg)

 Zmogljivost 
- Maks. hitrost: 201 mph (175 vozlov, 324 km/h) at 5000 ft (1520 m)
- Potovalna hitrost: 191 mph (166 vozlov, 308 km/h) na 5000 ft (1520 m)
- Doseg: 640 milj (557 nmi, 1030 km)
- Višina leta: 21300 ft (6494 m)
- Hitrost vzpenjanja: 1100 ft/min (5,6 m/s)
- Obremenitev kril: 21,3 lb/ft² (104 kg/m²)

Oborožitev

- Bombe: 2 × 325-lb vodne bombe ali 2 × 250funtne prostopadajoče mombe